# Caloptilia hilaropis
Caloptilia hilaropis là một loài bướm đêm thuộc họ Gracillariidae. Nó được tìm thấy ở Austral Islands.